# Barry Dennen
Barry Dennen (Chicago, 22 februari 1938 – Burbank, 26 september 2017) was een Amerikaans acteur, zanger en schrijver.
Van 1960 tot 1963 had hij in New York een relatie met Barbra Streisand, met wie hij een jaar heeft samengewoond gedurende de tijd dat hij haar hielp om haar optreden in een nachtclub te ontwikkelen waar haar succesvolle carrière als zangeres en actrice begon.
Hij verhuisde voor vijftien jaar naar Londen en in 1968 kreeg hij de hoofdrol van ceremoniemeester in de Londense versie van Cabaret. In 1970 zong hij de rol van Pontius Pilatus op de lp Jesus Christ Superstar en hij speelde dezelfde rol in de Broadway-productie in 1971.
In datzelfde jaar speelde hij Mendel in Fiddler on the Roof, geregisseerd door Norman Jewison.
Volgens Dennens website stelde hij Jewison voor de film Superstar te regisseren. Jewison deed dat en in 1973 speelde Dennen opnieuw Pilatus.
Vanaf die tijd had hij een keur aan kleine rollen in Amerikaanse televisieshows en films, waarvan de bekendste Titanic en The Shining zijn. Hij heeft ook de stemmen voor veel computerspelen ingesproken, waaronder Fatman in Metal Gear Solid 2: Sons of Liberty en politiechef Bogen in Grim Fandango.
Voor de televisieserie Amazing Stories schreef hij in 1985 het scenario voor de aflevering "The Secret Cinema" en was hij een van de bewerkers van ditzelfde script voor de aflevering "Demonella" van The Comic Strip Presents... uit 1993.
Zijn autobiografische boek My Life With Barbra: A Love Story uit 1997 gaat over hun relatie en zijn geleidelijk groeiende besef betreffende zijn homoseksualiteit.
Dennen overleed na een val in zijn huis op 79-jarige leeftijd. Een paar maanden voor zijn overlijden was hij nog speciale gast tijdens een uitvoering van Jesus Christ Superstar in Ahoy in Rotterdam, samen met Yvonne Elliman. Hij zong daar zijn lied Pilate's Dream en samen met Ted Neeley en Yvonne Elliman de song Could we start again, please?. 

## Filmografie
- 1968: The Secret Cinema (psychiater)
- 1968: Out of the Blue (Solly)
- 1970: The Juggler of Notre Dame (The Juggler)
- 1971: Fiddler on the Roof (Mendel)
- 1973: Jesus Christ Superstar (Pontius Pilatus)
- 1974: Madhouse (Blount)
- 1975: Brannigan (Julian)
- 1977: The Kentucky Fried Movie
- 1978: Ring of Passion (Adolf Hitler)
- 1978: Rabbit Test (Mad Bomber)
- 1980: The Shining (Bill Watson)
- 1980: Oppenheimer (Isidor Rabi)
- 1981: Pictures (Miroslav)
- 1981: Shock Treatment (Irwin Lapsey)
- 1981: Ragtime (Stage Manager)
- 1982: Beau Geste (Buddy)
- 1982: The Dark Crystal (Chamberlain / Podling)
- 1983: Trading Places (Dimitri)
- 1983: Superman III (Dr. McClean)
- 1984: Not for Publication
- 1984: Memed My Hawk (Hikmet)
- 1985: Galtar and the Golden Lance (Krimm)
- 1986: L.A. Law (Clerk)
- 1987: Jonny Quest
- 1988: Killer Instinct (Mr. Martin)
- 1989: The Easter Story
- 1991: What Ever Happened to Baby Jane?
- 1991: Pirates of Darkwater
- 1991: Liquid Dreams (Majoor)
- 1992: She Woke Up (Dr. Landover)
- 1994: Twin Sitters (Thomas)
- 1994: Clifford (Terry )
- 1995: Wing Commander IV (Melek)
- 1997: Titanic
- 2003: Manhood